# Andrei Petrowitsch Dulson
Andrei Petrowitsch Dulson, russisch Андрей Петрович Дульзон; deutsch Andreas Dulson, (* 9. Februar 1900 im Dorf Preuß (heute Krasnopolje) bei Saratow (Gouvernement Samara, Russisches Kaiserreich); † 15. Januar 1973 in Tomsk, UdSSR) war ein deutsch-sowjetischer Sprachwissenschaftler, Dialektologe und Ethnograph.

## Leben und Werk
Andrei Dulson war Sohn wolgadeutscher Bauern aus der Ortschaft Preuß im  Gouvernement von Samara (zuvor Teil des Saratower Gebiets). Er besuchte das Jungengymnasium von Katharinenstadt, erlernte die griechische und lateinische Sprache, hegte Interesse an Mandarin und indogermanischen Wortwurzeln. Noch als Jugendlicher beteiligte sich Dulson an archäologischen Ausgrabungen, die sich überwiegend auf skythische Hügelgräber bezogen.
Von 1917 war er an der Schule von Krasnopolje (Landkreis Rownenski), von 1918 bis 1924 Heimlehrer bzw. außerschulischer Pädagoge des Landkreises Rownenski, daraufhin Schullehrer des Priwalenski-Landkreises. 1924 wurde er Deutschlehrer an der Rabfak (Arbeiterfakultät) der Universität Saratow. Ab 1929 lehrte er an der Deutschen Pädagogischen Hochschule in Engels, ab 1930 als Dozent an der Universität Saratow, ab 1932 am neugegründeten Pädagogischen Institut in Saratow, an dem er dann auch den Lehrstuhl für deutsche Sprache erhielt. Im Jahre 1934 wurde er zum ersten Mal  verhaftet, ein Jahr später wieder freigelassen. Dulson promovierte 1938 über den »Alt-Urbacher Dialekt« und habilitierte sich ein Jahr später über den Mischungsprozess der deutschen Mundarten der Wolgadeutschen Republik. Im Jahre 1941 wurde er schließlich aufgrund seiner deutschen Volkszugehörigkeit nach Sibirien deportiert. Allerdings gelang es Dulson im Jahre 1944, am Pädagogischen Institut von Tomsk zu arbeiten. Hier erforschte er vor allem die indigenen Völkerschaften Sibiriens und nahm an ethnologischen Expeditionen teil. Insbesondere forschte er zum Ketischen. Die Abteilung mit Schwerpunkt Indigene Ethnien Sibiriens der Staatlichen Pädagogischen Universität von Tomsk trägt heute seinen Namen.
Dulson war Schüler des russlanddeutschen Mundartforschers Georg Dinges, der 1932 an Typhus verstarb und seine umfangreiche Arbeit nicht abschließen konnte.  Daher widmete sich Dulson einige Jahre der Fortsetzung der Dialektforschung der Wolgadeutschen. In den 1930er Jahren fertigte er einige wissenschaftliche Arbeiten zu Ortdialekten und Listen der deutschsprachigen Einwanderer in den wolgadeutschen Siedlungen an. Als besonders wertvoll werden seine empirisch reich fundierten Darstellungen zu Mischungs- und Ausgleichprozessen in den wolgadeutschen Dialekten genannt, die maschinenschriftlich in russischer Sprache verfasst wurden und daher im Westen kaum bekannt geworden sind. Entwurfskarten zur Erstellung eines wolgadeutschen Sprachatlasses überstanden die Jahre im Stadtarchiv von Engels. Sie gelten als die umfangreichste authentische Quelle über die Dialekte der Wolgadeutschen der Vorkriegszeit. Dulsons Karten behandeln sowohl lautgeographische Probleme (unterschiedliche Aussprache bestimmter Laute in den verschiedenen Ortschaften, so z. B. Seef oder Saaf für Seife), aber auch wortgeographische Unterschiede (ein und dieselbe Sache wird in den verschiedenen Orten unterschiedlich benannt, z. B. Pferd, Gaul, Ross). Auf der Basis der Entwurfskarten von Andrei Dulson wurde 1997 in Deutschland der Wolgadeutsche Sprachatlas veröffentlicht.
Dulsons Sohn Alfred Andrejewitsch Dulson (1937–2019) war Ingenieurwissenschaftler und Professor an der Polytechnischen Universität in Tomsk.

## Veröffentlichungen (Auswahl)
- Zur Geschichte des Dorfes Preuß, o. 0. 1925.
- Zur Charakteristik der ukrainischen Mundarten der Republik der Wolgadeutschen = K charakteristike ukrainskich govorov respubliki nemcev Povolžja, Deutsches Staatsverlag der Autonomen Sozialistischen Sowjetrepublik der Wolgadeutschen, Pokrowsk 1927 (dt./russ.).
- Hochzeit und Geburt in Preuß. Ein Beitrag zur Wolgadeutschen Volkskunde, o. O. 1928.
- Wolgadeutsche Schimpf- und Beinamen, o. O. 1929.
- mit T. I. Porotova: Skazki narodov Sibirskogo Severa (dt. Märchen der Völker des sibirischen Nordens): [Teksty i per.] 1, Izd-vo Tom. un-ta, Tomsk  1972 (russ.).